# Ramsås
Ramsås is een plaats in de gemeente Härnösand in het landschap Ångermanland en de provincie Västernorrlands län in Zweden. De plaats heeft 70 inwoners (2005) en een oppervlakte van 33 hectare. De plaats wordt in de volksmond, ook wel Brunbyn genoemd.